# Thorvald Stauning
Thorvald August Marinus Stauning (danés: [ˈtoɐ̯vælˀ ˈsdæwneŋ]; Copenhague, Dinamarca, 26 de octubre de 1873 – Ibidem, 3 de mayo de 1942) fue un líder sindical y político danés, quien fue el primer Primer ministro de Dinamarca en pertenecer a los Socialdemócratas. Ejerció como Primer ministro entre 1924 y 1926, y nuevamente desde 1929 hasta su muerte en 1942.
Durante su gobierno, al igual que los otros países escandinavos, desarrolló un estado de bienestar social, y aunque muchas de sus ambiciones socialdemocráticas fueron frustradas en su vida por acontecimientos de fuerza mayor, su liderazgo a través de tiempos muy difíciles, lo posicionó como uno de los estadistas daneses más admirados del siglo XX.
Los Alpes Stauning, una enorme cordillera en Groenlandia, fueron nombrado en su honor.

## Biografía
Stauning fue entrenado como clasificador de cigarros y poco después se involucró con las actividades sindicales. Entre 1896 y 1908 fue dirigente del Sindicato de Clasificadores de Cigarros, y entre 1898 y 1904, fue también editor de la revista Samarbejdet (Cooperación) de la Federación de Sindicatos. Gracias a aquellas actividades que le hicieron ganar reputación, Stauning fue elegido diputado del Parlamento danés (Folketing) en 1906.
En 1910, fue elegido presidente de los Socialdemócratas (Socialdemokratiet), cargo que mantendrá durante tres décadas, hasta 1939. Después de participar como Ministro sin Portafolio en el gabinete del segundo gobierno de Carl Theodor Zahle desde 1916 hasta 1920, regresó al gobierno como Primer ministro de Dinamarca en 1924, al mando de un gobierno minoritario que gobernará a duras penas hasta 1926. Su gobierno fue considerado como innovador, no solo por el hecho de ser el primero en ser puramente socialdemócrata, sino que también porque una mujer, Nina Bang, fue nombrada Ministra de Educación, lo cual llamó la atención de la comunidad internacional, al ser una de las primeras mujeres ministras del mundo.
En 1929, asume por segunda vez como Primer ministro, y lidera un exitoso gobierno de coalición, junto con el Venstre, en donde lograron sacar a Dinamarca de la Gran Depresión, dando paso a un gran compromiso político que mejoró enormemente la economía danesa, y también hizo que los Socialdemócratas se transformaran desde un partido de clase a un partido popular.
Bajo el liderazgo de Stauning, y al igual que los otros países escandinavos, el país desarrolló un estado de bienestar social. A menudo se le considera que gracias a su gobierno de coalición de gran duración, evitó que los movimientos comunistas y fascistas que estaban dominando gran parte de Europa, no lograron tener un impacto en Dinamarca.
En enero de 1933, el gobierno de Stauning establece lo que sería el acuerdo más grande realizado por la política danesa—el acuerdo de Kanslergade (en danés: Kanslergadeforliget)— junto con el partido liberal Venstre. El acuerdo, que fue nombrado el por departamento de Stauning en Kanslergade en Copenhague, incluía extensos subsidios agrícolas, y reformas a la legislación y administración de los sectores sociales.

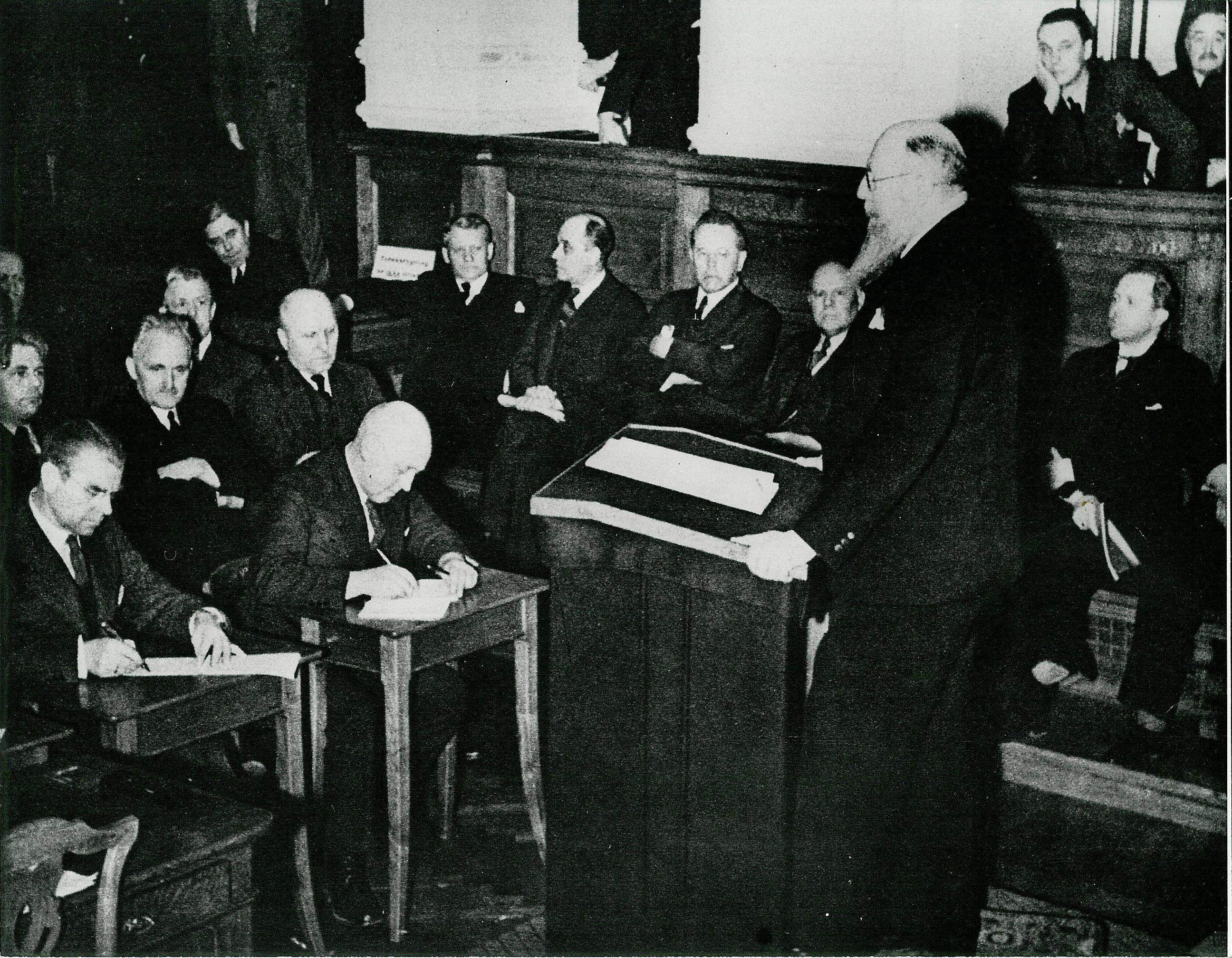
Stauning dirigiéndose ante el Rigsdagen en el Palacio de Christiansborg, 9 de abril de 1940.

Stauning mantiene un récord en las políticas danesas, en haber obtenido la reelección 3 veces consecutivas (1932, 1935 (con el famoso eslogan "Stauning o el Caos"), 1939). Sin embargo, no se pudo realizar una reforma constitucional en 1939, ya que la cantidad de miembros necesarios para aprobar el referéndum era insuficiente de validar el resultado. Esto fue un golpe bajo para Stauning, quien parecía perder su toque asegurado para la política a partir de entonces. Según se informa, intentó renunciar a su cargo tras el fracaso del referéndum, pero se le persuadió de que no lo hiciera.
El segundo gobierno de Stauning duró hasta Operación Weserübung, en donde se dio inicio a la ocupación nazi de Dinamarca el 9 de abril de 1940, cuando el gabinete se extendió para incluir a todos los partidos políticos, dando paso al tercer gobierno de Stauring. A diferencia de la mayoría de los países anexionados por la Alemania nazi, el rey Cristián X de Dinamarca y su gobierno ordenaron que el Ejército Real y la Armada dejaran de combatir, y decidieron permanecer en el país bajo el dominio invasor, lo que contribuyó a que durante el período nazi, Dinamarca tuviese mayor indulgencia que el resto de los países controlados por Hitler. Stauning falleció en 1942, profundamente deprimido sobre el futuro de la socialdemocracia en una Europa dominada por los nazis.

## Legado
Al igual que muchos otros líderes sindicales de su generación, como Hjalmar Branting en Suecia, Stauning fue un líder carismático quién jugó una papel importante en integrar las sociedad danesa después de los cambios sociales posteriores a la Revolución Industrial y al sufragio universal. Su eslogan de campaña, "Stauning o el Caos," (en danés: Stauning eller Kaos) resonó en una nación que atravesaba un período de gran desempleo causado por la grave crisis política, económica y social de sus países vecinos y socios comerciales, especialmente el principal socio comercial de Dinamarca, que es Alemania. La llegada de la Gran Depresión, hizo que el desempleo en Dinamarca alcanzara niveles históricos y sin precedentes. Este periodo de malestar social generalizado fue un terreno fértil para que los líderes, pudiesen comunicar una visión segura y coherente a las masas. Stauning era el hombre indicado para esa tarea en Dinamarca, y su popularidad hizo que los Socialdemócratas obtuviesen el 46% de los votos totales en las elecciones parlamentarias de 1935, una cifra nunca alcanzada tanto por ese partido como por ningún otro partido político danés.
Se le dio un funeral de estado en 1942, un honor que normalmente no se le da a los primeros ministros. A pesar de que la relación de Dinamarca con la Alemania nazi durante la Segunda Guerra Mundial ha sido polémica, el legado de Stauning en Dinamarca es visto con mucha aprobación. Su popularidad en la década de 1930 actuó como una fuerza que limitó la propagación y crecimiento de otros partidos populistas, especialmente a los movimientos nacionalsocialistas, quienes permanecieron políticamente insignificantes en la opinión pública danesa. Stauning También jugó un rol fundamental en contener la Crisis de Semana Santa de 1920, en donde se negoció un acuerdo con el rey Cristián X de que redujera su influencia de Estado a cumplir solamente un rol simbólico, evitando cualquier interferencia futura en el funcionamiento de la democracia representativa. A cambio, Stauning se mantuvo vigente a los elementos pro-republicanos de los  Socialdemócratas y garantizó el apoyo de su partido con la continuación de la monarquía danesa. Su gobierno también fue el responsable de sentar las bases del futuro estado de bienestar en Dinamarca.